# Kalu (Sri Lanka)
Der Kalu (auch Kalu Ganga) ist ein ca. 129 km langer Küstenfluss im Südwesten der Insel Sri Lanka.

## Verlauf
Der Kalu durchfließt die Distrikte Ratnapura und Kalutara. Seine Quelle liegt in den Feuchtgebieten des zentralen Hochlands am Sri Pada. Er mündet bei der Stadt Kalutara in den Indischen Ozean.

## Hydrometrie
Der Fluss wird stark durch den Südwestmonsun beeinflusst. Wenn die feuchte Warmluft zum Zentralen Hochland hinauf gedrückt wird, regnen die Wolken ab und erzeugen zum Teil verheerende Überschwemmungen. Insbesondere im Juni kommt es bei Starkregen zu einer Verzehnfachung der zur Trockenzeit üblichen Abflussmenge. Die mittleren jährlichen Abflussmengen liegen bei etwa acht Kubikkilometern.

## Ökologie
Die Auswirkungen der Überschwemmungen werden durch das geringe Gefälle in den unteren zwei Dritteln des Flusslaufes und durch Eingriffe des Menschen verstärkt. Dazu gehören die Abholzung und die damit verbundene zunehmende Erosion, die Bodenversiegelung und nicht hochwassergerechtes Bauen. Der Fluss ist durch die extensive Landwirtschaft, dem Sandabbau im Flussbereich und die mangelhafte Klärtechnik in Sri Lanka stark belastet.